# ملابس يابانية

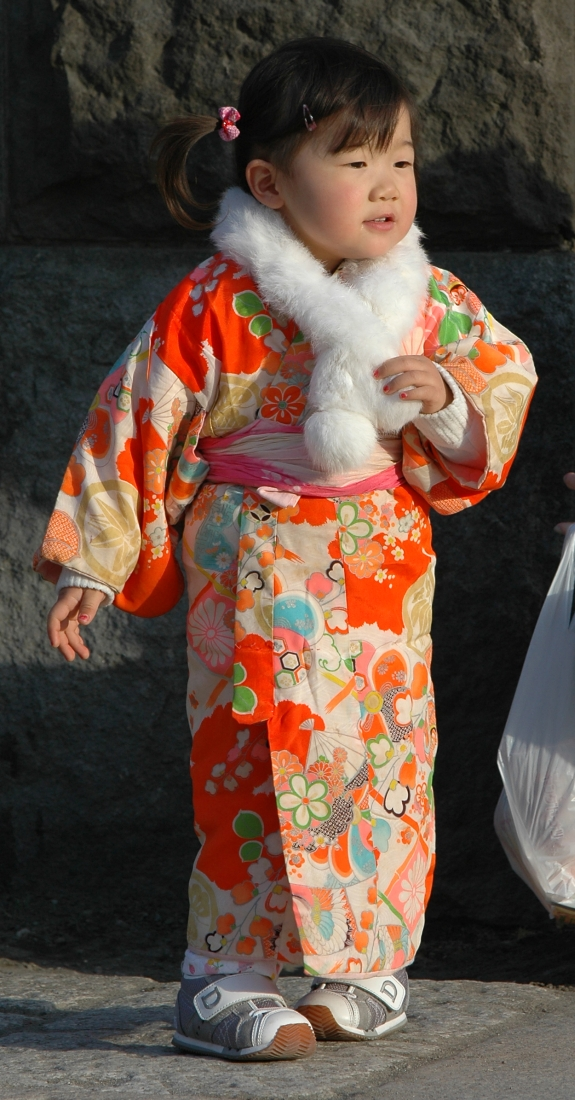
طفلة ترتدي كيمونو.

الملابس اليومية المعتادة في اليابان هي مثل الملابس الغربية، كالسراويل والقمصان. لكن يشير مصطلح الملابس اليابانية بشكل كبير الملابس التقليدية التي نادرا ما تلاحظ في الحياة اليومية.

## الملابس التقليدية اليابانية
أشهر الملابس اليابانية التقليدية هو الكيمونو بمختلف أنواعه. 
فيما يلي قائمة للملابس اليابانية التقليدية.

### ملابس للجسم
- إيروموجي : نوع من أنواع الكيمونو.
- تسوكيساغه : نوع من أنواع الكيمونو.
- فوريسوده : نوع من أنواع الكيمونو.
- هاكاما : لباس للنصف السفلي من الجسم.
- هاوري : لباس رسمي فوق الكيمونو طويل بأكمام قصيرة.
- هوومونغي : أحد أنواع الكيمونو المعروف بنقوشه ورسومه.
- يوكاتا : عادة ما تلبس في فصل الصيف.

### جوارب
- تابي : جورب ياباني تقليدي بارتفاع إلى كاحل القدم وفاصل بين أصبع الإبهام والأصابع الأربعة الأخرى.

### أحذية
- زوري : نوع من أنواع الصنادل اليابانية تصنع من قش الرز أو ألياف النباتات الأخرى.
- غيتا : نوع من أنواع ألبسة القدم اليابانية التي تشبه إلى حد كبير القبقاب.
- واراجي : نوع من الصنادل المصنوعة من حبال القش.

### أخرى
- كانزاشي : هي حلية للشعر تستخدم في تصفيف الشعر التقليدي.

## ملابس يابانية حديثة
- غاكوران : الزي المدرسي لطلاب المرحلة المتوسطة والعليا في المدارس اليابانية.
- سايلر فوكو :اللباس المدرسي التقليدي في اليابان والذي يرتديه طالبات المرحلتين المتوسطة والثانوية.